# Ruta 705 (Costa Rica)
La Ruta 705, oficialmente Ruta Nacional Terciaria 705, es una ruta nacional de Costa Rica ubicada en la provincia de Alajuela.

## Descripción
En la provincia de Alajuela, la ruta atraviesa el cantón de San Ramón (los distritos de San Ramón, Piedades Norte, Alfaro).